# Lewwis Spence
Lewwis Spence (Lambeth, Inglaterra, 29 de octubre de 1987) es un futbolista inglés. Juega de volante y su actual equipo es el Bishop's Stortford de la Conference North de Inglaterra.

## Clubes
| Club                     | País           | Año       |
| ------------------------ | -------------- | --------- |
| Crystal Palace FC        | Inglaterra     | 2006-2007 |
| Crystal Palace Baltimore | Estados Unidos | 2007      |
| Crystal Palace FC        | Inglaterra     | 2007-2008 |
| Wycombe Wanderers        | Inglaterra     | 2008-2009 |
| Forest Green Rovers      | Inglaterra     | 2009-2010 |
| Rushden & Diamonds       | Francia        | 2010-2012 |
| Bishop's Stortford       | Inglaterra     | 2012-     |